# Сахтыш (село)
Сахтыш — село в Тейковском районе Ивановской области России, входит в состав Крапивновского сельского поселения.

## География
Село расположено в 19 км на юго-восток от центра поселения села Крапивново и в 13 км на юго-запад от райцентра города Тейково.

## История
Во второй половине XVIII столетия в селе были две деревянные церкви: теплая и холодная. Согласно указу Суздальской духовной консистории от 1785 года епархиальное начальство разрешило вместо деревянных церквей построить каменные. Каменная тёплая церковь была построена в 1794 году и освящена во имя Святителя и Чудотворца Николая. Другая деревянная церковь в конце XVIII столетия сгорела от неосторожного обращения с огнём. С разрешения епархиального начальства новая каменная церковь на месте сгоревшей была заложена в бо́льших размерах, однако строительство замедлилось из-за недостаточности материальных средств прихожан. Лишь через 15 лет в 1810 году она была достроена и освящена в честь Архистратига Божия Михаила. Архангельская церковь была пятиглавая: в ней, кроме главного престола в честь Архистратига Божия Михаила, имелись два придельных: в честь Святой Животворящей Троицы и святой великомученицы Екатерины. Колокольня при церкви была также каменная, обе церкви обнесены каменной оградой. В 1893 году приход состоял из села (44 двора), селец Бирюково, Блошкино, Мыльново, Тредьяково, деревень Пайдово, Мишнево. Всех дворов в приходе было 136, мужчин — 402, женщин — 496. В 1890 году в селе была открыта церковно-приходская школа, помещавшаяся в отдельном здании, построенном на средства попечителя школы Топоркова.
В конце XIX — начале XX века село являлось центром Сахтышской волости Суздальского уезда Владимирской губернии.
С 1929 года село являлось центром Сахтышского сельсовета Тейковского района, с 2005 года — в составе Крапивновского сельского поселения.

## Население
| 1859 | 1905 | 2010 |
| ---- | ---- | ---- |
| 170  | ↗390 | ↘284 |

## Достопримечательности
В селе находятся недействующая церковь Михаила Архангела (1795—1810) и действующая церковь Николая Чудотворца (1785—1794).